# داگلاس رین
داگلاس رین (انگلیسی: Douglas Rain؛ زاده ۱۳ مارس ۱۹۲۸ – درگذشته ۱۱ نوامبر ۲۰۱۸) هنرپیشه اهل کانادا بود.
از فیلم‌هایی که وی در آن نقش داشته است، می‌توان به ۲۰۰۱: سفری به فضا اشاره کرد.